# Dardaghan
Dardaghan (arab. دردغان) – miejscowość w Syrii, w muhafazie Hims. W 2004 roku liczyła 1497 mieszkańców.